# The Best of Rob Zombie
«20th Century Masters: Millennium Collection: The Best of Rob Zombie» — сборник американского музыканта Роба Зомби, вышедший 10 октября 2006 года.

## Список композиций

### CD
1. White Zombie — «Thunder Kiss '65» — 3:55
2. White Zombie — «Black Sunshine» — 4:49
3. White Zombie — «More Human Than Human» — 4:28
4. White Zombie — «Super Charger Heaven» — 3:37
5. Rob Zombie — «Dragula» — 3:43
6. Rob Zombie — «Superbeast» — 3:40
7. Rob Zombie — «Living Dead Girl» — 3:22
8. Rob Zombie — «Never Gonna Stop (The Red, Red Kroovy)» — 3:11
9. Rob Zombie — «House of 1000 Corpses» — 9:29
10. Rob Zombie — «Feel So Numb» — 3:55
11. Rob Zombie — «The Devil’s Rejects» — 3:53
12. Rob Zombie — «Lords Of Salem» — 4:16

### Bonus DVD
1. Rob Zombie — «Foxy, Foxy» — 3:35
2. Rob Zombie — «American Witch» — 3:26
3. Rob Zombie — «American Witch» (Animated) — 3:46

## Участники
- Роб Зомби — вокал, продюсирование, сведение, оформление
- Скотт Хамфри — продюсер, звукорежиссер, сведение, программирование
- Frank Gryner — звукорежиссер, сведение
- Dan Burns — помощник звукорежиссера
- Pat Lawrence — исполнительный продюсер
- Dana Smart, Gavin Lurssen — мастеринг
- Chris Lord-Alge — сведение
- Paul DeCarli — программирование
- Vartan, Drew Fitzgerald — оформление